# Cantón Palenque
El Cantón Palenque es uno de los 13 cantones que conforman la provincia ecuatoriana de Los Ríos.  Su cabecera cantonal es la ciudad de Palenque.  Su población es de 25 456 habitantes, tiene una superficie de 579.63 km².  Su alcalde actual para el período 2023 - 2027 es Jordy Carriel. Es el duodécimo cantón más poblado de la provincia.  

## Ubicación

### Cantones limítrofes con Palenque
Noroeste: Balzar
Norte:Mocache
Noreste:Mocache
Suroeste:Vinces
Sur:Vinces
Sureste:Vinces

## Gobierno Municipal
El cantón Palenque, al igual que los demás cantones ecuatorianos, se rige por un gobierno municipal según lo estipulado en la Constitución de la República del Ecuador. El Gobierno Autónomo Municipal del Cantón Palenque es una entidad de gobierno seccional que administra el cantón de forma autónoma al gobierno central. 
El Gobierno Municipal de Palenque, se rige principalmente sobre la base de lo estipulado en los artículos 253 y 264 de la Constitución de la República del Ecuador y en el Código Orgánico de Organización Territorial, Autonomía y Descentralización (COOTAD) que establece la autonomía funcional, económica y administrativa de la entidad.

### Alcaldía
El poder ejecutivo del cantón es desempeñado por un ciudadano con el cargo de Alcalde de Palenque, el cual es elegido por sufragio directo en una sola vuelta electoral sin fórmulas o binomios en las elecciones municipales. El vicealcalde es la segunda autoridad del ejecutivo municipal  no es elegido de la misma manera, ya que una vez instalado el Concejo Cantonal de Palenque se elige de entre los concejales. El alcalde y el vicealcalde duran cuatro años en sus funciones, y en el caso del alcalde, tiene la opción de reelección inmediata o sucesiva. El alcalde es el máxima autoridad y  representante legal, judicial y extrajudicial de la municipalidad, tiene voto dirimente en el concejo cantonal.
El alcalde  administra el  municipio, ejerce las competencias municipales a través de direcciones de nivel de asesoría, de apoyo y operativo. Los encargados de aquellas direcciones municipales son designados por el propio alcalde.
Actualmente el Alcalde de Palenque es Jordy Carriel  

### Concejo Cantonal
El poder legislativo del cantón es ejercido por el Concejo Cantonal de Palenque el cual es un parlamento unicameral que se constituye al igual que en los demás cantones mediante la disposición del artículo 253 de la Constitución Política Nacional. De acuerdo a lo establecido en la ley, la cantidad de miembros del concejo representa proporcionalmente a la población del cantón.
El cantón Palenque posee siete concejales, los cuales son elegidos mediante sufragio (Sistema D'Hondt) y duran en sus funciones cuatro años pudiendo ser reelegidos indefinidamente. De los siete ediles, cinco representan a la población urbana mientras que dos representa a las zonas rurales. El alcalde y el vicealcalde presiden el concejo en sus sesiones. Al recién instalarse el concejo cantonal por primera vez los miembros eligen de entre ellos un designado para el cargo de vicealcalde de la ciudad.
Los miembros del concejo cantonal organizarán las distintas comisiones municipales conforme el COOTAD. Las comisiones están conformadas por los miembros principales y suplentes del concejo cantonal y por designados dentro de las diferentes instituciones públicas del cantón. Un concejal puede ser parte de más de una comisión.

## División política
Palenque tiene una parroquia:

### Parroquias urbanas
- Palenque (cabecera cantonal)